# Бахута Анатолій Павлович
Анатолій Павлович Бахута (2 січня 1939, Київ — 1 серпня 1990, Нова Каховка, Херсонська обл.) — український радянський поет, лауреат міжнародної літературної премії ім. Олексія Кручоних (1991).

## Біографія
Народився Анатолій Павлович Бахута в Києві, у родині працівників річкового флоту. Дитячі роки пройшли у селі Калуга на Миколаївщині та в Каховці, куди в 1950 році переїхали батьки поета. З 1950 по 1953 роки, Анатолій Павлович навчався у семирічній школі №3 міста Каховка.
У 1953 році батьки переїздять до Нової Каховки, де майбутній поет навчається у середній школі №2, яка сьогодні носить ім΄я видатного земляка. До речі, на той час це була єдина українська школа в Новій Каховці.
У 1957 році працював муляром на будівництві Дніпродзержинської ГЕС, а з 1959 року — муляром будівничого управління треста «Криворіжаглобуду» (за комсомольською путівкою). Потім три роки служив в армії хіміком-розвідником, в Миколаївській області. Демобілізувався сержантом у грудні 1962 року. Після армії, працював контролером ВТК (1963—1972 рр.), вантажником (1972 р.), майстром (1972—1973 рр.) на Новокаховському електромашинобудівному заводі.
Із дитинства захоплювався малюванням. У Новокаховському домі-музеї А. Бахути зберігаються графічні портрети батьків, дружні шаржі та автопортрети поета, написані олівцем у 1970—1980 роках XX століття. Цікавився Анатолій Бахута також фотосправою та музикою. Він самотужки навчився грати на мандоліні та грав у шкільному оркестрі середньої школи №2, а потім брав активну участь в армійської художньої самодіяльности, за що був нагороджений почесними грамотами. Але найбільшою його пристрастю завжди була поезія. І ця пристрасть супроводжувала митця все його життя.
Писати вірші він пробував ще з дитинства. З 18 років вже регулярно друкувався у місцевій пресі. А з 1959 року окремі його вірші та добірки з'являються у республіканських журналах «Перець», «Дніпро», «Україна», «Ранок», в газеті «Молодь України» та на радіо, на обласному та   республіканському телебаченні. З 1963 року Анатолій — спецкор обласної газети «Наддніпрянська правда». Вже у 1964 році керівництво газети нагороджує його Почесною грамотою як активного робкора газети. З 1974 року —  кореспондент міської газети «Нова Каховка». Він працює під керівництвом завідувача відділу Валерія Павловича Кулика, нині відомого херсонського поета. Згодом, у 1976—1978 роках, він працював відповідальним секретарем Каховської районної газети «Зоря комунізму», доки знову не повернувся до редакції газети «Нова Каховка». Працюючи кореспондентом, виявляв високу майстерність, прекрасно володів жанрами, за які брався.
Завдяки проживанню поета в провінції його минули репресії проти дисидентів, проте це не уберегло його остаточно від прискіпливої уваги радянського режиму. Анатолія Павловича “пасли” агенти КДБ, його звинувачували в націоналізмі, двічі виганяли з роботи, таврували на зборах трудящих. Поза тим з-під його пера виходили такі епохальні поезії як «Патріотичне», «До Славутича», «Генії», «Монолог у порожнечу», «Сократ і наш брат», «Дотик до чуда», «Розмова про міцність» тощо.
До того ж,він займався лексикологією— давав оригінальні тлумачення відомим латинським та давньогрецьким висловам, показував зв'язок цих мов із українською, досліджував етимологію давньоукраїнських слів.
Помер 1 серпня 1990 року у Новій Каховці.

## Праці
Ще наприкінці 1960-х років Анатолій Бахута (1939  – 1990) створив велику поему “Ми — діти людей”, написану верлібром. Поема складається з 300 сторінок, хоча твір досі не вийшов друком у повному обсязі. У його багатій рукописній спадщині збереглися плани та начерки написання 10-ти наукових трактатів: про відсутність тяжіння, про магнетизм, про математичну логіку, про принципи відносності, про електрику, про методи вивчення неживої природи, про структуру неживого реального світу, про симетрію, про історію помилок сучасного природознавства, про шестивимірний простір. Ще цікавішим був його план осмислення законів реального та абстрактного світів. У проєкті «Перспективи розуму» поет збирався дослідити створення машин та істот, що здатні думати. Висував власні постулати, наприклад: «У природі нема суперечностей. У природі є тільки закономірності. Протиріччя існують лише в головах науковців». Або такий: «У космічних подорожах людина не може використовувати швидкість світла як еталон. Швидкість світла таке ж відносне поняття, як і швидкість вітру, швидкість птиці, швидкість машини тощо». На жаль, через хвороби, тяжке життя, постійні цькування поета, більшість проєктів не було реалізовано. Більш-менш виписаний у кількох етюдах (із 10 задуманих) лише перший трактат— «Про відсутність тяжіння». Інші лише накреслені кількома тезами або випадковими записами.

## Пам'ять
Зусиллями послідовників поета та ентузіастів, у будинку де він жив, із 1992 року діє літературно-меморіальний музей. Школі №2, у якій навчався А. Бахута, присвоєно його ім'я, на ній встановлено меморіальну дошку. До його ювілеїв у новокаховських навчальних закладах та бібліотеках проводяться літературні читання, конкурси юних поетів, художників, читців, композиторів. На його вірші написані кілька пісень. За підтримки міської влади та меценатів посмертно видані книги Анатолія Бахути «Дань» (2004), «Вибрані твори» (2012), «Сталеві бризки» (2014).
У 2006 році вийшла друком книжка Миколи Чемериса «Живой поезії стежина. Будинок-музей Бахути Анатолія Павловича», до якої увійшли учнівські поезії та твори професійних авторів, присвячені поетові.

## Публікації
Колективні збірники:
- Яблуневий цвіт. —  Сімферополь : Таврія,1977.
- Передчуття. —  Нова Каховка,1994.
- Красуне Вічність. — Нова Каховка, 2002.
- Дань : книга вибраних поезій / А. П.Бахута ; упоряд. О. П. Гунько, О. В. Філатова ; вступ. ст. О. П. Гунько ; худ. Т. О. Сердюк та ін. — Нова Каховка : ПІЕЛ, 2004. — 288 c.
- Вибрані твори : [Вірші. Поеми] / вступна стаття, упорядкування, примітки А. Португальського. — Нова Каховка : ПІЕЛ, 2012. — 288 с.
- Сталеві бризки : поетичні мініатюри / упорядкування, передмова, примітки О. Гунько. —  Нова Каховка : ПІЕЛ, 2014. — 120 с.